# Distrikt Sepahua
Der Distrikt Sepahua liegt in der Provinz Atalaya in der Region Ucayali in Ost-Peru. Der Distrikt wurde am 1. Juni 1982 gegründet. Er hat eine Fläche von 7752 km². Beim Zensus 2017 lebten 8264 Einwohner im Distrikt. Im Jahr 1993 lag die Einwohnerzahl bei 3698, im Jahr 2007 bei 6670. Die Distriktverwaltung befindet sich in der auf einer Höhe von etwa 280 m gelegenen Kleinstadt Sepahua mit 3088 Einwohnern (Stand 2017). Sepahua liegt an der Mündung des Río Sepahua in den Río Urubamba, 90 km südöstlich der Provinzhauptstadt Atalaya. Sepahua verfügt über einen Flugplatz. Das Gebiet wird hauptsächlich von dem indigenen Volk der Sharanahua besiedelt. In dem Gebiet leben verschiedene Ethnien, darunter Piro, Arahuaca, Yaminahua, Matsiguenga, Ashaninga, Shara, Shipibo und Cocama.

## Geographische Lage
Der Distrikt Sepahua liegt am Westrand des Amazonasbeckens. Der Río Urubamba durchquert den Westteil des Distrikts in nordnordwestlicher Richtung. Entlang der westlichen Distriktgrenze verläuft die Wasserscheide zum weiter westlich verlaufenden Río Tambo. Der äußerste Westen wird vom Río Sepa entwässert, der Ostteil des Distrikts hauptsächlich vom Río Sepahua. Entlang der südöstlichen Distriktgrenze fließt der Río Mishahua in westlicher Richtung zum Río Urubamba.
Der Distrikt Sepahua grenzt im Westen an den Distrikt Río Tambo (Provinz Satipo), im Nordwesten und Norden an den Distrikt Raimondi, im Nordosten an den Distrikt Purús (Provinz Purús), im Südosten an die Distrikte Iñapari (Provinz Tahuamanu), Tambopata (Provinz Madre de Dios) und Fitzcarrald (Provinz Manu) sowie im Süden an den Distrikt Megantoni (Provinz La Convención).

## Ortschaften
Neben dem Hauptort Sepahua gibt es folgende größere Orte (Asentamientos de Colonos) im Distrikt:
- Bella Vista
- Ceilán
- La Florida
- Los Ángeles
- Nueva Jerusalén
- Nuevo Horizonte
- Paraíso
- Remoque
- Sepa

Im Folgenden eine Liste von Ureinwohnersiedlungen (Comunidades Nativas) im Distrikt Sepahua:
- Comunidad Nativa Sepahua
- Comunidad Nativa Pajuya
- Comunidad Nativa de Puija
- Comunidad Nativa Sheboja
- Comunidad Nativa Bufeo Pozo
- Comunidad Nativa Nueva Unión.
- Comunidad Nativa Capirona
- Comunidad Nativa Onconashiari
- Comunidad Progreso (colonos und nativos)
- Comunidad Nativa Santa Rosa de Serjali
- Comunidad Nativa Puerto Rico
- Comunidad Nativa Portwango